# رالف غوموري
رالف غوموري (بالإنجليزية: Ralph E. Gomory)‏ هو عالم أمريكي في مجال رياضيات ولد في 7 مايو 1929

 في بروكلين هايتس، حائز على جائزة قلادة العلوم الوطنية الأمريكية.

## وصلات خارجية
- الموقع الرسمي لجائزة قلادة العلوم الوطنية الأمريكية